# Каракацанис, Иоаннис
Иоаннис Каракацанис (греч. Ιωάννης Καρακατσάνης; 1857, Эгина — 1906, Афины) — видный греческий скульптор второй половины XIX-го века

## Биография
Иоаннис Каракацанис родился на острове Эгина в 1857 году. Учился скульптуре у Леонида Дросиса. По завершении учёбы работал помощником Дросиса на протяжении 10 лет, до самой смерти своего учителя. После смерти учителя Каракацанис открыл свою мастерскую. Основной тематикой его работы стали герои Греческой революции. Копии этих работ были приобретены муниципалитетом Афин. Одной из известных работ скульптора из этого ряда является бюст Иоанна Каподистрия (1887).
Памятник герою и мученику Греческой революции Афанасию Дьяку работы Каракацаниса, был установлен в городе Ламия только в 1903 году, 36 лет после того как скульптор закончил свою работу. Причиной была невыплата скульптору согласованной суммы в 30 тысяч драхм. При этом министр экономики семь раз посылал нарочных «для охраны» памятника. Скульптор счёл эти действия оскорбительными и несколько раз попытался разрушить свою работу, удерживаемый от этого шага учениками и друзьями. Вопрос был решён через годы не правительством, а поэтом Спиросом Мацукасом, принявшим на себя сбор денег.
Иоаннис Каракацанис умер в Афинах в 1906 году.